# Christopher Knight
Christopher Knight (Nueva York, Estados Unidos, 7 de noviembre de 1957) es un actor estadounidense.

## Biografía
Se convirtió en una estrella de la televisión con tan sólo doce años, al ser seleccionado para interpretar a Peter, uno de los hijos de Mike (Robert Reed) y Carol Brady (Florence Henderson) en la popular sitcom La tribu de los Brady. La serie se emitió entre los años 1969 y 1974 con elevados índices de aceptación tanto en Estados Unidos como en el resto de países en los que se emitió.
Al igual que ocurrió con el resto de actores que participaron en la producción, el resto de su carrera profesional estuvo muy marcado por el personaje Brady.
En la temporada 1976-1977 presenta junto a sus compañeros en la serie, una suerte de spin-off reconvertido en programa de variedades bajo el título de The Brady Bunch Hour. Y en 1981 y 1988 participa en sendas películas estrenadas en televisión, que continuaban la historia de la familia televisiva: The Brady Girls Get Married y A Very Brady Christmas, así como en un nuevo intento de relanzar la serie en 1990, bajo el título de The Bradys.
Sin embargo, Knight había encaminado sus pasos profesionales lejos del mundo de la interpretación desde los años ochenta. Instalado en el negocio de la informática llegó a ser jefe de ventas de la empresa Martec, Inc. y vicepresidente de diseño de sistemas en New Image Industry.

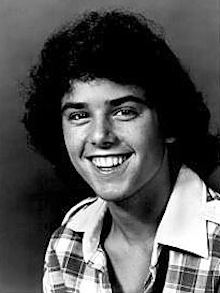
El actor en 1973

Sin embargo, y pese a continuar con una exitosa carrera en el mundo de los negocios, entrada la década de los 2000 decidió regresar al espectáculo. Tras participar como invitado en series y concursos de televisión como La vida surrealista, que mantuvo viva su popularidad, desde 2005 protagoniza el reality show My Fair Brady, junto a su pareja la modelo Adrianne Curry con quien se casó en 2006 y se divorció en 2012.
Desde 2008, además presenta el concurso Trivial Pursuit: America Plays.

- Datos: Q1255472
- Multimedia: Christopher Knight / Q1255472